# 蘭陵王 (テレビドラマ)
『蘭陵王』（らんりょうおう、原題：蘭陵王）は、2013年に制作された中国・台湾のテレビドラマ。南北朝時代の北斉の高長恭（蘭陵王）を主人公とした時代劇・恋愛ドラマである。中国本土にて2013年8月14日より、台湾では2013年8月23日より放送開始。全46話。主演はウィリアム・フォンとアリエル・リン。
史実の蘭陵王・高長恭は、573年に皇帝（後主高緯）から毒薬を賜り自殺しているが、このドラマでは蘭陵王は死なずに生存しているという設定である。また、蘭陵王の弟・安徳王（高延宗）も隋が建国される頃まで生存している設定となっているが、史実の安徳王は北斉滅亡後に自殺している。
日本ではBSフジ、LaLa TV、KBS京都、群馬テレビにて放送された。

## あらすじ
時は西暦557年、物語は魏晋南北朝末期の黄河壺口一帯から始まる。深い霧の先に佇む白山村に住む長にして、老巫女・楊林氏は、天女の血を受け継ぐと言われる孫娘・雪舞と、北斉・蘭陵王（高長恭）との不吉な運命を予見してしまう。十数年後、聡明な美女に育った雪舞は、祖母の言いつけを破って村から抜け出してしまう。その先の温泉で、高長恭と出会う。2人は次第に惹かれ合うが、そこには幾多の困難が待ち構えていた。

## 登場人物

### 北斉
- 高長恭： ウィリアム・フォン（声：内田夕夜）

本作の主人公。北斉の第四王子。蘭陵王。女性と見まごう程の眉目秀麗な外見を持ちながら、戦場では鬼の仮面をかぶって戦う勇猛な武将として数々の戦功を上げる一方、聡明で人への思いやりに富み、多くの民衆に好かれる。もとは農村で育ち、宮中に上がるために母と生き別れになった悲しい過去を持つ。王族と結婚して不幸になる（＝母の二の舞になる）女性を作りたくないとの思いから、王妃を娶る事を頑なに拒み続けていたが、雪舞と出会い、彼女を深く愛するようになるにつれ、過去を克服し、乱世を駆け抜けていく。
- 楊雪舞： アリエル・リン（声：水樹奈々）

本作のヒロイン。とある山奥の深い霧に包まれた不思議な村・白山村で祖母・楊林氏によって、里から出ないように育てられた。その為、恋に関しては奥手で初心ながら、身分に関係なく誰に対しても優しく公平に接する。また強い正義感を持ち、祖母から教えられたりなどして身につけた医学、薬学、化学などの幅広い知識を応用し、身を挺して人々を救う姿から天女と呼ばれるようになる。蘭陵王との交流が深まるにつれ、祖母・楊林氏が予言した運命に対して、前向きな姿勢で彼の死を幾度となく救おうとする。後に蘭陵王の妻となり、苦難に遭いながらも、蘭陵王の一子・高平安を儲ける。
- 高延宗： ジョージ・フー（声：山下章）

北斉の第五王子。安徳王。蘭陵王の弟。兄の良き理解者であり、優秀な武将。
史実とは異なり、宇文邕の死後も生き残っている。楊堅が隋を建国した頃、かつて蘭陵王とその母、そして雪舞が暮らした家を訪れている。
- 小翠： 朱海君（中国語版）

蘭陵王府の侍女。後に安徳王の妻となる。言いたいことを素直に言う直情的な性格。雪舞の良き助言者で共に行動することが多く、その性格は主人である蘭陵王の前でも引き下がらないほどである。蘭陵王が表向き亡くなり雪舞もいなくなった為、蘭陵王府は閉鎖されたが安徳王に引き取られた。兄の死を嘆き悲しむあまり、酒に溺れる安徳王を見かね、雪舞が戻ってきたと嘘をついて、民が重労働を強いられている現場を直視させて立ち直らせる。その直後に雪舞からの手紙を他国から来た使者から渡され、雪舞が無事であることや蘭陵王の子を身籠ったことを知る。そして雪舞と再会した頃には安徳王と結婚してその妻となっており、蘭陵王と雪舞の子である高平安を抱きかかえている。蘭陵王と安徳王が最後の決戦に出陣する際には雪舞と共にいた。
- 高緯： 翟天臨（中国語版）（声：宮本克哉）

北斉の皇太子。長広王→武成帝。蘭陵王の従弟であるが皇位継承をめぐってのちに蘭陵王と敵対することになる。皇位継承後は民衆の人気を集める蘭陵王への嫉妬から、蘭陵王と雪舞に苦難を与え排除しようとする。肝心なところで決断力に欠け高慢な性格で権力に執着し民への思いやりも欠けていたが、皇后に対しては長年の片思いもあって、労るそぶりを見せる。
- 楊士深： リー・トンハン（声：今大輔）

蘭陵王の配下。
- 鄭児： ニキータ・マオ（中国語版）（声：佐藤利奈）

胡皇后の侍女。蘭陵王の妃選びの一件で雪舞を恨む。

### 北周
- 宇文邕： ダニエル・チャン（中国語版）（声：高橋広樹）

北周の皇帝（武帝）。知勇兼備の覇者。天下統一の為に、蘭陵王と熾烈な争いを繰り広げる。周の繁栄の為に利己的な行動をしてきたが、雪舞と出会い、彼女に惹かれる。
- 宇文護： 鄭暁寧

北周の宰相。北周国内の実権を握る実力者。宇文邕にとっては叔父にあたるが、2人の兄（先代北周皇帝の宇文覚と宇文毓）を殺した仇として彼から憎まれている。
- 宇文神挙： ワン・チェン（中国語版）（声：佐原誠）

宇文邕の従者。
- 尉遅迥： チャオ・イー

北周の将軍。
- 楊堅： 韓棟

北周の武将で八名いる柱国の一人。北斉討伐に従軍し、後に隋の文帝となる。物語の冒頭で、天下の趨勢と未来を占ってもらう為に楊林氏を訪ねて来るが、この時楊林氏が話した予言を盗み聞きした事で、雪舞は蘭陵王の事に興味を持ち始める。

### その他
- 楊林氏： 呂中

楊雪舞の祖母。卜占により未来を予知できる能力を持つ一族の生き残り。戦乱の中で息子と嫁を失い、孫娘の雪舞と共に白山村に隠れ住む。雪舞に平凡な一生を過ごして欲しいと願う余り、先祖から受け継いで来た未来予知の方法を一切教えず、外の世界から雪舞を遠ざけようとした事が、却って雪舞と蘭陵王の仲を接近させてしまう。
- 韓暁冬： ウェイ・チェンシャン（中国語版）（声：米田基裕）

楊雪舞の友人。周斉の国境の貧しい村に祖母と一緒に住んでいる。疫病から村を救った雪舞を慕うようになるが、雪舞の蘭陵王に対する愛を知り、友人として彼女を守ろうと尽力する。
- 高平安： 張子強

蘭陵王と楊雪舞の子。楊林氏の曾孫にあたる。生まれる前から母に敵意を向ける鄭児や母に嫉妬した阿史那皇后に命を狙われるが、母が鄭児の魔の手からは宇文邕率いる周軍に、阿史那皇后からは表向き死に密かに周に潜入していた父に救出されたことから、無事に誕生。母の他に、父や叔父にあたる高延宗の妻となった小翠の腕に抱きかかえられている。最終話のエピローグでは、成長した姿があり、母の墓の前にいる父に抱えられて、墓を後にする。その際のナレーションにおいて、龍門石窟で発見された造像銘に蘭陵王の孫高元簡が地蔵菩薩像と観音菩薩像を納めたことが記されているという史実が語られ、物語は終幕する。

## スタッフ
- プロデューサー - フランキー・チェン
- 監督 - 鍾澍佳
- キービジュアルディレクション - 蜷川実花[2]
- 原作 - 陳玉珊

## 主題歌
- 片頭曲（オープニングテーマ）:「入陣曲」
歌：五月天（メイデイ）　作詞：阿信（陳信宏）　作曲：怪獸（温尚翊（中国語版））
- 片尾曲（エンディングテーマ）:「手掌心」
歌：丁噹（中国語版）　作詞：陳没　作曲：V.K克